# Jess Ingerslev

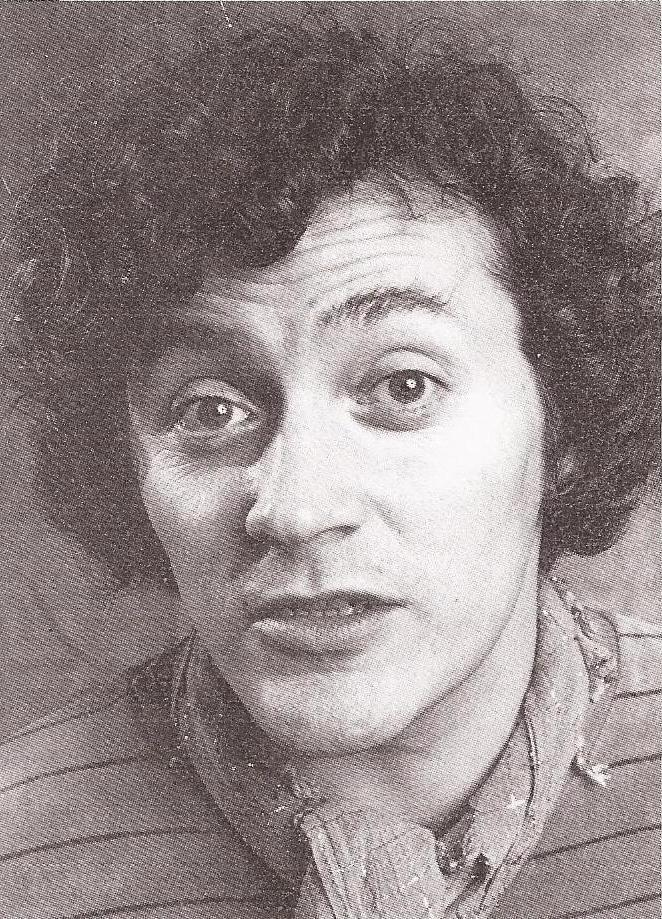
Jess Ingerslev (1983)

Jess Ingerslev, eigentlich Jess Ingerslev-Jensen, (* 7. August 1947 in Aalborg; † 13. Oktober 2014 in Kopenhagen) war ein dänischer Schauspieler, Musiker und Synchronsprecher.

## Leben
Jess Ingerslev absolvierte 1973 am Odense Teater in Odense eine Schauspielerausbildung und trat anschließend als Schauspieler in verschiedenen Rollen in diesem Haus auf. Später spielte auch er in weiteren dänischen Theatern, wie unter anderem: im Allé-Scenen-Theater, Aarhus Teater, Bellevue Teatret, Østre Gasværk Teater, Betty Nansen Teatret, Privat Teatret sowie im Amager-Scenen-Theater. Darüber hinaus hatte Jess Ingerslev mehrere Auftritte in verschiedenen Revuen, auch in einigen Zirkusrevuen (Cirkusrevyen) in Kopenhagen und in den Sommerrevuen in Hjørring (Hjørring Revyen). Zu den bekanntesten Bühnenstücken, wo er mitwirkte gehörten die Aufführungen: Skal vi danse, Genboerne, Der var engang, En skærsommernatsdrøm, Skaf mig en tenor, Succes, Clockwork Orange, Styrmand Karlsens flammer, Peer Gynt, Some Like it Hot und Livsens ondskab.
Ingerslev trat Anfang der 1970er Jahre in der Band Klyderne auf, wo er auf die Musiker und Schauspieler Jesper Klein, Tom McEwan stieß und mit diesen 1974 das musikalische komische Trio Avocets gründete. Mit Klein, Mc Ewan und auch teilweise mit der Schauspielerin und Kinderbuchautorin Lykke Nielsen hatte auch er noch viele weitere gemeinsame Auftritte in der Musik, auf der Theaterbühne und im Fernsehen. Im Juni 2. Juni 2008 veröffentlichte er sein erstes Musik-Solo-Album Vokseværk.
Als Filmschauspieler wirkte er bei mehreren dänischen Film- und Fernsehproduktionen mit. Im Fernsehen spielte Ingerslev bei einigen Serien mit, wie in En by i provinsen, Strandvaskeren, Flemming og Berit, Ude på noget und in der Weihnachtsserie Gufol Mysteriet. Bei der dänischen Reihe zur Olsenbande spielte er 1981 in dem Film Die Olsenbande fliegt über die Planke den Rohrpostsortierarbeiter bei der Versicherungsgesellschaft „Hoher Norden“. In letzten Jahren von 2005 bis 2012 hatte er seine bekanntesten Auftritte in der Filmreihe zu Vater hoch vier bzw. Vater von Vieren (Far til fire – gi'r aldrig op) in der Rolle als Onkel Anders. Des Weiteren war Ingerslev auch als dänischer Synchronsprecher in Zeichentrick- und Animationsfilmen tätig.
Ingerslev starb nach längerer Krankheit im Alter von 67 Jahren.

## Privates
Ingerslev war mit der Schauspielerin Inger Hovman verheiratet, mit der er zwei gemeinsame Töchter, die Schauspielerin Marie Ingerslev und die Sängerin Persille Ingerslev hatte.

## Filmografie (Auswahl)
- 1976: Kassen stemmer
- 1977: Terror
- 1978: Hør, var der ikke en som lo?
- 1980: Danmark er lukket
- 1980: Der kleine Virgil und Orla, der Froschschnapper (Lille Virgil og Orla Frøsnapper)
- 1981: Die Olsenbande fliegt über die Planke (Olsen-bandens flugt over plankeværket)
- 1982: Nu er det ikke sjovt længere (Fernsehserie, hier auch als Sänger und Soundtrack)
- 1983: De uanstændige
- 1984: Rainfox
- 1985: Belma
- 1985: Walter og Carlo – op på fars hat
- 1992: Snøvsen
- 1994: Der Prinz von Jütland (Prince of Jutland, bzw. Amled, prinsen af Jylland)
- 2005: Vater hoch vier (Far til fire – gi’r aldrig op)
- 2006: Vater von Vieren (Far til fire – i stor stil)
- 2008: Vater hoch vier – Jetzt erst recht! (Far til fire – på hjemmebane)
- 2010: Vater hoch vier – Japanisch für Anfänger (Far til fire – på japansk)
- 2011: Vater hoch vier – zurück zur Natur (Far til fire – tilbage til naturen, auch als Sänger und Soundtrack)
- 2012: Far til fire – Til søs